# Hugo Santiago Muchnik
Hugo Santiago Muchnik (Buenos Aires, 12 de desembre de 1939-París, França; 27 de febrer de 2018) va ser un cineasta i guionista argentí. Va conrear un cinema avantguardista i experimental respecte al muntatge considerat clàssic.

## Biografia
Hugo Santiago Muchnik va néixer a Buenos Aires. Va estudiar filosofia i literatura en la Universitat de Buenos Aires, on va conèixer a Jorge Luis Borges. En 1959, va ser becat pel Fons Nacional de les Arts i va viatjar a París, on va ser per set anys assistent i deixeble de Robert Bresson. Va tornar a fins de la dècada del seixanta a Buenos Aires i va realitzar Invasión, amb guió original de Borges i Adolfo Bioy Casares.

### Primer film
Amb Invasión (1969), estrenada en la primera edició de la Quinzena dels Realitzadors del Festival de Cannes, inici la seva carrera cinematogràfica. La seva trama tracta d'una ciutat assetjada, Aquilea (la fisonomia oculta de la qual els trets de Buenos Aires)
| « | "Aquilea es Buenos Aires pero es Aquilea y es la Argentina pero es Aquilea." Hugo Santiago | » |

En ella un grup d'homes que la defensen heroicament i els invasors que esperen el moment de l'atac final. El film, que comptava amb guió de Borges i Bioy Casares, creuava el policial negre amb el gènere fantàstic 
| « | "Es tracta d'un film fantàstic i d'una mena de fantasia que pot qualificar-se de nova. No es tracta d'una ficció científica a la manera de Wells o Bradbury. Tampoc hi ha elements sobrenaturals. Els invasors no arriben d'un altre món: i tampoc és psicològicament fantàstic: els personatges no actuen -com sol ocórrer en les obres de Henry James o Kafka- d'una manera contrària a la conducta general dels homes. Es tracta d'una situació fantàstica: la situació d'una ciutat que aquesta assetjada per enemics poderosos i defensada - no se sap per què- per un grup de civils (...). De manera que - ho repeteixo- hem intentat (no sé amb quina fortuna) un nou tipus de film fantàstic: un film basat en una situació que no es dona en la realitat, i que deu, no obstant això, ser acceptada per la imaginació d'espectador." Jorge Luis Borges | » |

### Films a França
Radicat a França, va tornar a col·laborar amb Borges i Bioy a Les autres (1974): lla història d'un home que perd al seu fill i és arrossegat a una sèrie de metamorfosi quan procura esbrinar les causes d'aquesta mort. La pel·lícula va provocar un escàndol durant la seva projecció en Cannes. En Écoute voir... (1979) Catherine Deneuve interpreta a una espècie de Philip Marlowe en versió femenina que es veu embolicada en una trama delirant de sectes i modernes tecnologies. L'última pel·lícula va ser Les Trottoirs de Saturne (1985, amb guió de l'escriptor argentí Juan José Saer) represa la saga de Invasión en la història d'un tanguero d’Aquilea exiliat a París. En 2009 va començar la tercera part d'aquesta trilogia, amb el film que acabaria la saga.

### Objectes audiovisuals
Des de mitjan anys 1980, Santiago es va dedicar gairebé exclusivament a la realització del que ell mateix denomina "objectes audiovisuals":
- Electra (1986, sobre la tragèdia de Sòfocles),
- La gesta gibelina (1988, sobre L'Orestiada de Xenakis),
- Enumeracions (1989, inspirada en la Cerimònia musical de Georges Aperghis),
- La veu humana (1989 a partir de la tragèdia lírica de Francis Poulenc i Jean Cocteau) i
- La vida de Galileu (1991, posada en escena de l'obra de Brecht).

## Filmografia
Director
- El cielo del centauro, 2015
- Le loup de la côte Ouest, 2002
- Les Trottoirs de Saturne, 1985
- Les trois couronnes du matelot, 1982
- Écoute Voir..., 1978
- Colloque de chiens, 1977
- Les autres, 1974
- Invasión, 1969

Intérprete
- ...(Puntos suspensivos) (1970)